# Baleset

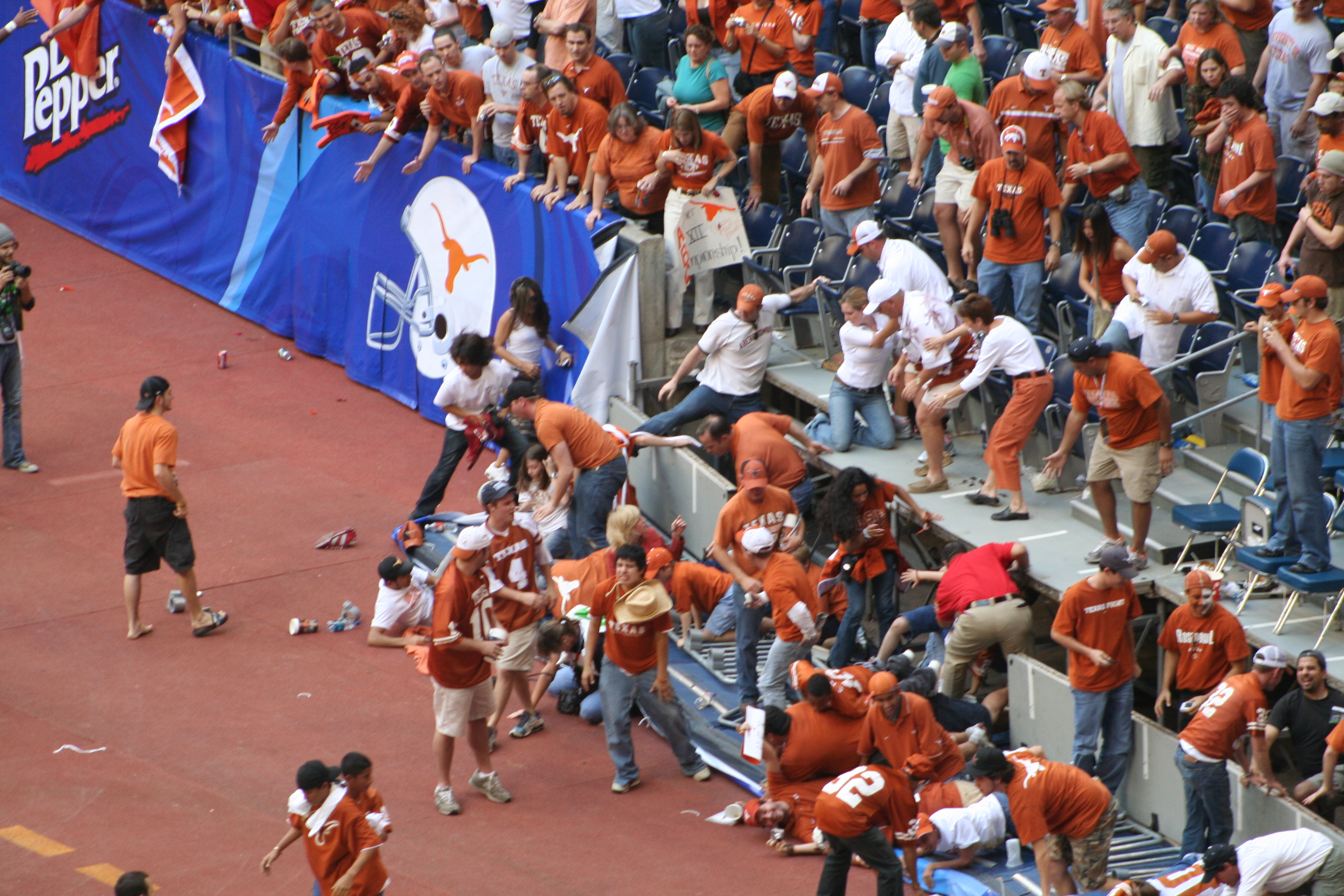
Kordonbaleset egy stadionban (2005)

A baleset olyan szokatlan, váratlan és nem szándékos esemény, amely adott helyen és időben úgy történik, hogy annak nem volt se nyilvánvaló, se tervezett oka. Általában negatív kimenetellel rendelkezik, amit bekövetkezése előtti észleléssel el lehetett volna kerülni.

## Meghatározás
Szűkebb értelmezésben a baleset szót magára a negatív kimenetelű esemény eredményének megjelölésére használják, nem beleértve a körülményeket, amelyek azt okozták. A balesetek tudtunkon kívül és figyelmetlenségünkből kifolyólag történnek.

## Típusai

### Fizikai és nem fizikai
Fizikai lehet pl. egy esés vagy vágás. Nem fizikai balesetek közé sorolják pl. egy titok akaraton kívüli felfedését vagy egy találkozó elfelejtését.

### Tevékenység szerint
- Munkahelyi baleset
- Szabadidő eltöltése közbeni vagy sportbaleset

### Járművel elszenvedett
- Közúti baleset (lista)
- Vasúti baleset (lista)
- Légiközlekedési baleset (lista)
- Hajótörés (lista)
- Űrkatasztrófa (lista)

## Leggyakoribb okai
Kórházi kezeléssel járó balesetek leggyakoribb okai a közúti baleset és az esés.

## Történeti áttekintés
A balesetek fogalmát a történelem során eltérően értelmezték, és az iparosodás előrehaladtával a jelentése fokozatosan pontosabbá vált. A preindusztriális társadalmakban a baleseteket gyakran a „végzet” vagy „sors” megnyilvánulásának tekintették, és nem feltétlenül különítették el a szándékos cselekményektől.  
A 18–19. századi ipari forradalom idején a gépesített termelés, a közlekedési eszközök fejlődése és a városi életmód terjedése új típusú baleseteket eredményezett, ami szükségessé tette a munkavédelemre és közlekedésre vonatkozó szabályok kialakítását. A 20. századtól kezdve a balesetek megelőzése önálló szakmai területté vált, amelyet jogszabályok, nemzetközi egyezmények és szervezett baleset-megelőzési programok támogattak.

## Statisztikai adatok
A balesetek gyakorisága és következményei jelentős mértékben eltérnek a földrajzi, társadalmi és gazdasági körülményektől függően. A Központi Statisztikai Hivatal adatai szerint Magyarországon 2023-ban több mint 20 ezer közúti balesetet regisztráltak, amelyek közül mintegy 15%-ban súlyos sérülés, 1%-ban pedig haláleset történt.  
Az Egészségügyi Világszervezet (WHO) becslése alapján világszerte évente körülbelül 3,2 millió ember hal meg balesetek következtében, és a halálos kimenetelű sérülések több mint fele közlekedési balesetben következik be. A nem halálos balesetek száma ennek sokszorosa, és a sérültek hosszú távon gyakran maradandó egészségkárosodást szenvednek.

## Megelőzés
A balesetek megelőzése több szinten valósulhat meg, és magában foglalja a műszaki, szervezési és egyéni intézkedéseket.  
A műszaki megelőzés célja a veszélyforrások kiküszöbölése vagy kockázatuk csökkentése, például védőberendezések, biztonsági jelzések és automatikus leállító rendszerek alkalmazásával. A szervezési intézkedések közé tartozik a munkavállalók rendszeres képzése, a kockázatelemzés, valamint a baleseti protokollok és vészhelyzeti eljárások kidolgozása.  
Az egyéni megelőzésben a figyelem fenntartása, a szabályok betartása és a védőeszközök használata játszik szerepet. A közlekedésben például a sebességkorlátozások betartása, a biztonsági öv használata és a józan vezetés alapvető tényezők a baleseti kockázat mérséklésében.

## Jogszabályi háttér
A balesetek megelőzésére és következményeinek kezelésére vonatkozó jogszabályi keretek országonként eltérőek, de általában a munkavédelem, a közlekedésbiztonság és az egészségügyi ellátás szabályozásában jelennek meg. Magyarországon a munkavédelemről szóló 1993. évi XCIII. törvény határozza meg a munkahelyi biztonsági előírásokat, míg a közlekedési balesetek megelőzését a közúti közlekedés szabályairól szóló KRESZ rendelet szabályozza.  
Nemzetközi szinten az Nemzetközi Munkaügyi Szervezet (ILO) több egyezménye is foglalkozik a munkavédelemmel és a balesetek megelőzésével, például az ILO 155. számú „Munkahelyi biztonságról és egészségvédelemről” szóló egyezmény.  
A jogi előírások betartása mellett a hatósági ellenőrzések és a balesetek kivizsgálása is fontos szerepet játszik a megelőzésben.

## Külső hivatkozások
- Európai közúti biztonsági charta (magyarul)
- Európai Bizottság > Közlekedés > Közúti biztonság (angolul)
- Közúti balesetek európai adatbázisa (angolul)
- Accidents (Personal Injury and Medical malpractice information) (angolul)
- GotSafety (Safety Tips and Information) (angolul)
- Car Accidents (Thousands of Photos, and Info on Types of Accidents.) (angolul)